# Plan E

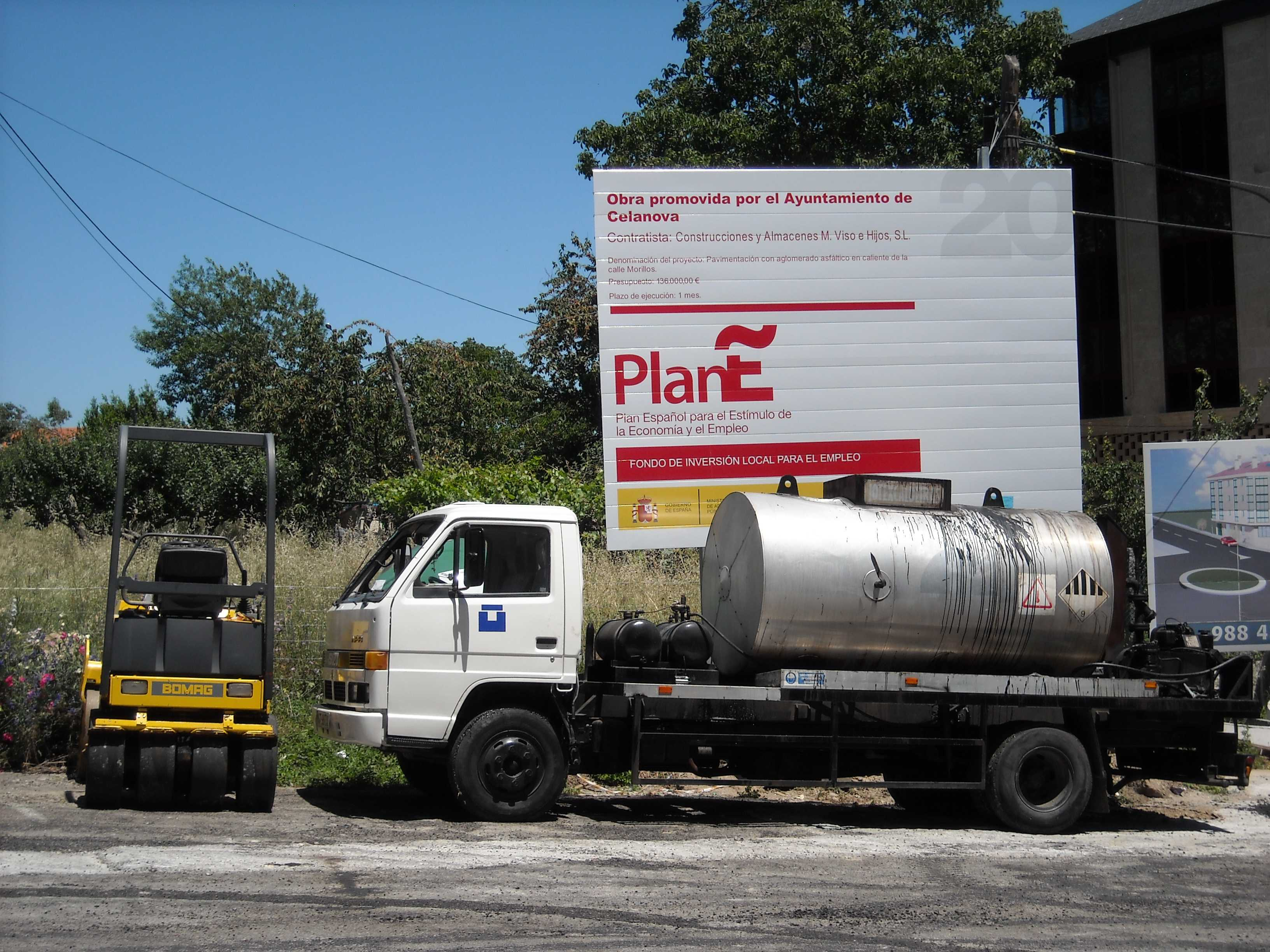
Stavební práce uskutečněné v souvislosti s plánem E.

Plan E (celým španělským názvem El Plan Español para el Estímulo de la Economía y el Empleo, tedy Španělský plán pro stimulaci ekonomiky a zaměstnanosti, mediálně znám též jako Plan Zapatero/Zapaterův plán) byl plán španělské vlády v boji proti ekonomické krizi.
Plán byl oznámen v listopadu 2008. Jeho podstatou byla rozsáhlá vládní investice ve výši 50 miliard € soukromým subjektům (především do sektoru stavebnictví). Plán byl postaven na základech keynesiánství a počítal s tím, že pokud vláda zvýší poptávku po zboží a službách, dojde k zvýšení ekonomického růstu. I přes vysoké výdaje se však cíl splnit nepodařilo a plán byl ve Španělsku mediálně kritizován.[zdroj?] Realizace tak velikého ekonomického stimulu navíc pro státní pokladnu znamenala citelné zvýšení státního dluhu.